# Schmargendorf
Schmargendorf, officiellt Ortsteil Berlin-Schmargendorf, är en stadsdel (tyska: Ortsteil) i västra Berlin i Tyskland, tillhörande stadsdelsområdet Charlottenburg-Wilmersdorf. Stadsdelen hade 20 869 invånare i december 2014.

## Geografi

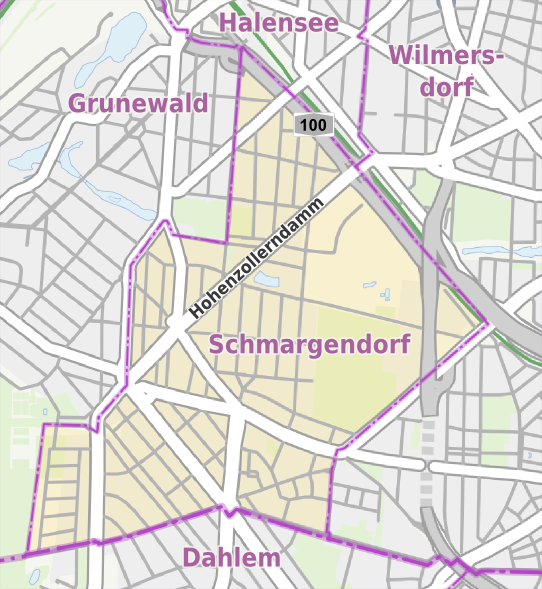
Översiktskarta över Schmargendorf.

Schmargendorf ligger på Teltowplatån, omkring 40 meter över havsytan.
Schmargendorf avgränsas i nordost mot Wilmersdorf och Halensee av motorvägen A100 och Berlins ringbana, i sydost mot Wilmersdorf vid Mecklenburgische Strasse och Zoppoter Strasse, i söder mot Dahlem av Lentzeallee och Pücklerstrasse. I väster gränsar stadsdelen mot Grunewald, där gränsen löper via skogsbrynet mot Grunewaldskogen, Clayallee, Hohenzollerndamm, Teplitzer Strasse, Franzbader Strasse, Reinerzstrasse och Auguste-Viktoria-Strasse.

## Historia
Byn Schmargendorf uppstod troligen någon gång efter år 1220 som del av den tyska kolonisationen av markgrevskapet Brandenburg, då inga spår efter äldre slaviska bosättningar på platsen har hittats. År 1354 omnämns orten första gången i skrift, och vid ungefär samma tidpunkt uppfördes Schmargendorfs bykyrka. Ortnamnet Schmargendorf kommer från det lågtyska Margrevendorf, "markgrevebyn", och syftar på länsherren. Under 1400-talet kom byn i släkten von Wilmersdorffs ägo. 1799 såldes godset till släkten von Podewill och 1804 vidare till den preussiske ministern Carl Friedrich von Beyme, som lät arrendatorerna köpa loss den mark som de brukade.
Omkring sekelskiftet 1900 kom byn att utvecklas till en förort till det snabbt växande Berlin. Bönderna i området gjorde stora förtjänster på att sälja sin mark när nya kvarter kom att växa upp omkring den nyanlagda boulevarden Hohenzollerndamm.  1920 införlivades orten i Stor-Berlin och hade då 11 581 invånare. Från 1945 till 1990 tillhörde Schmargendorf den brittiska ockupationssektorn i Västberlin. Stadsdelen tillhörde fram till och med år 2000 stadsdelsområdet Wilmersdorf som sedan 2001 uppgått i Charlottenburg-Wilmersdorf.

## Byggnader

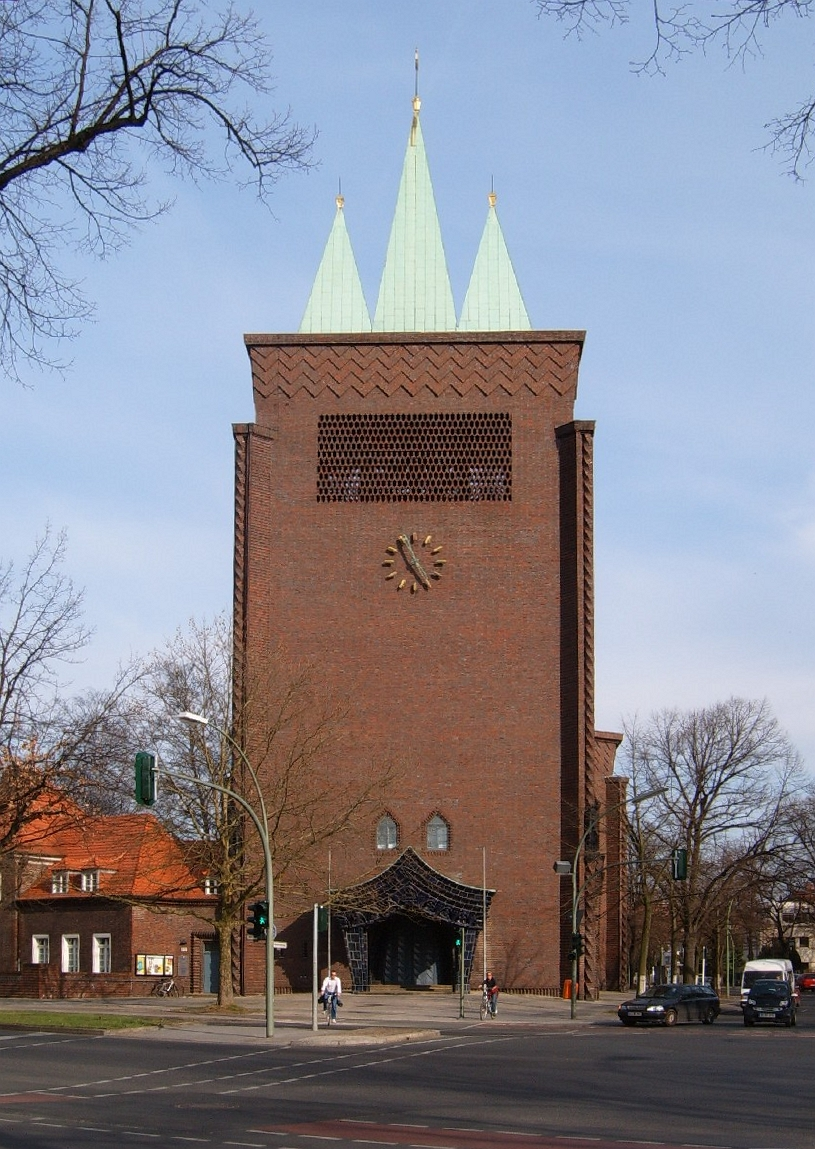
Kreuzkirche
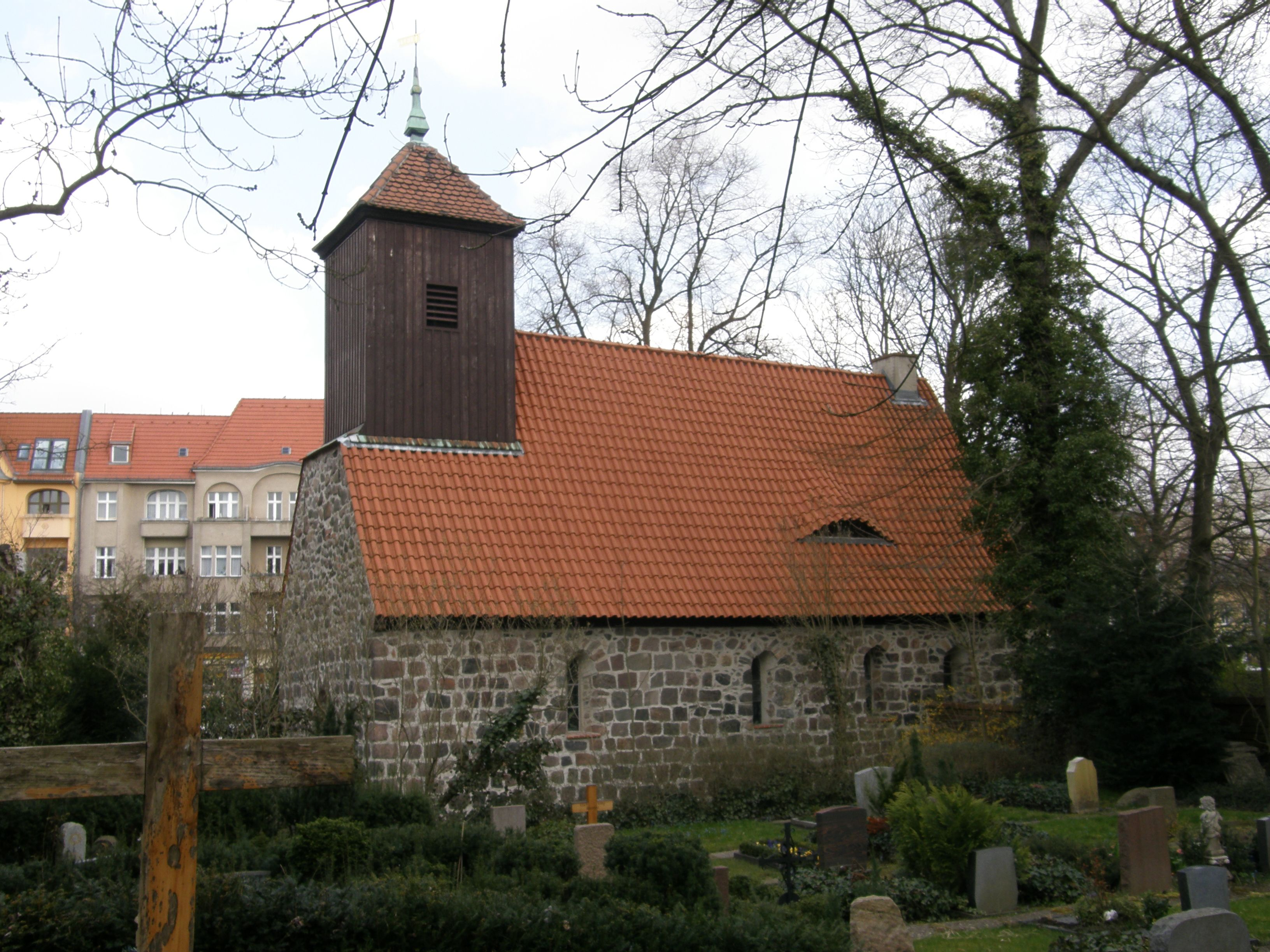
Bykyrkan
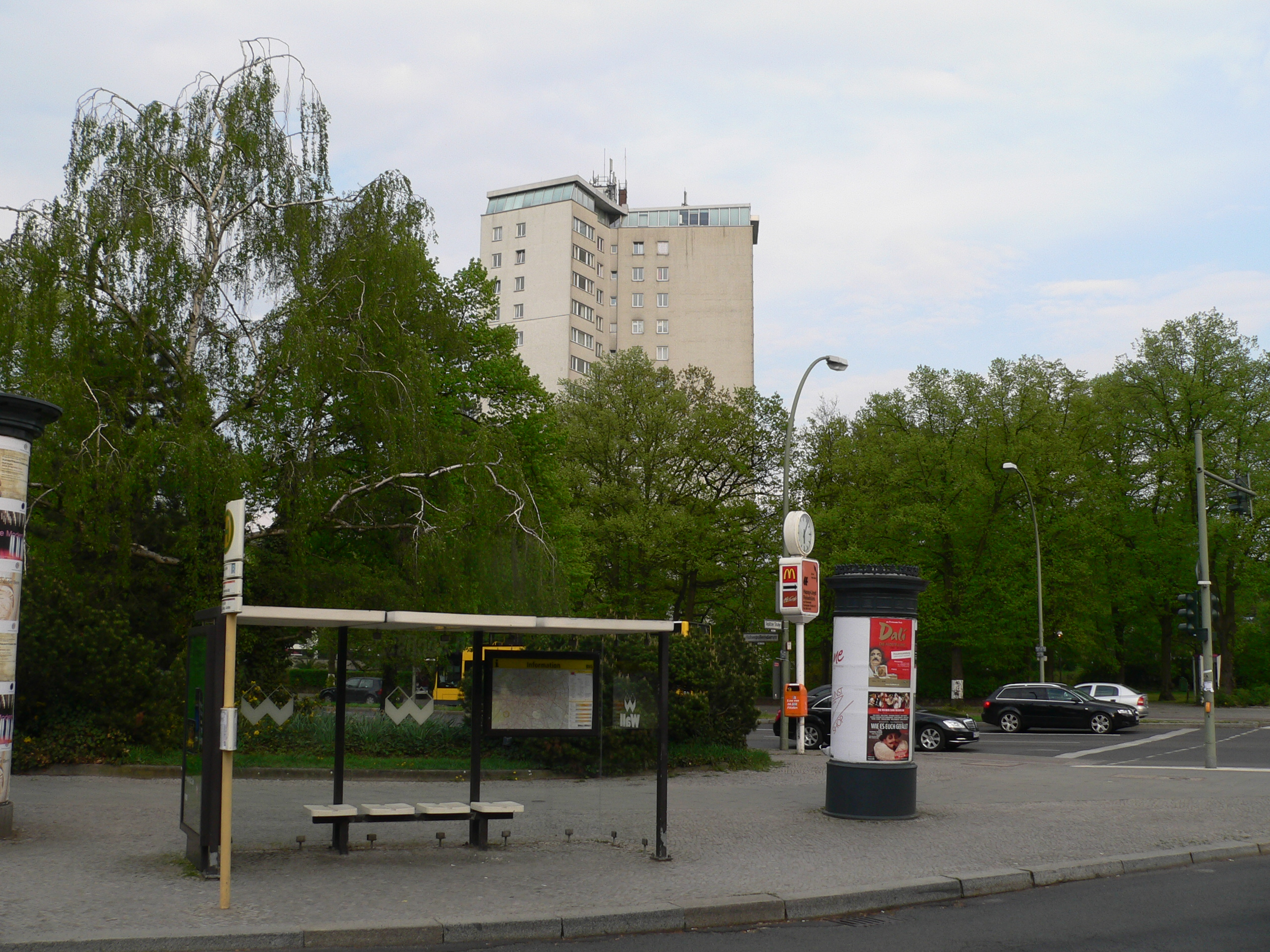
Höghus vid Roseneck.
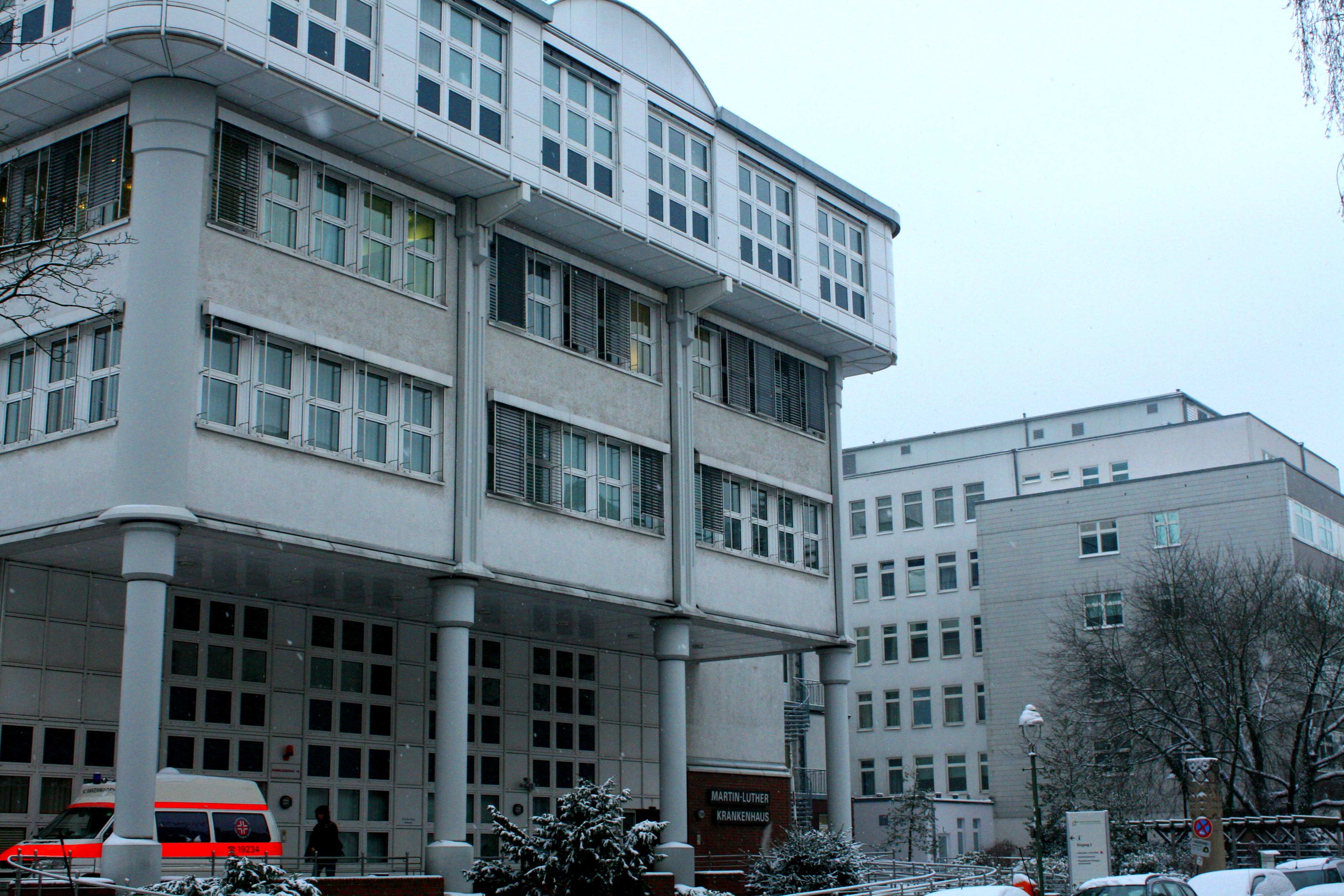
Martin-Luther-Krankenhaus
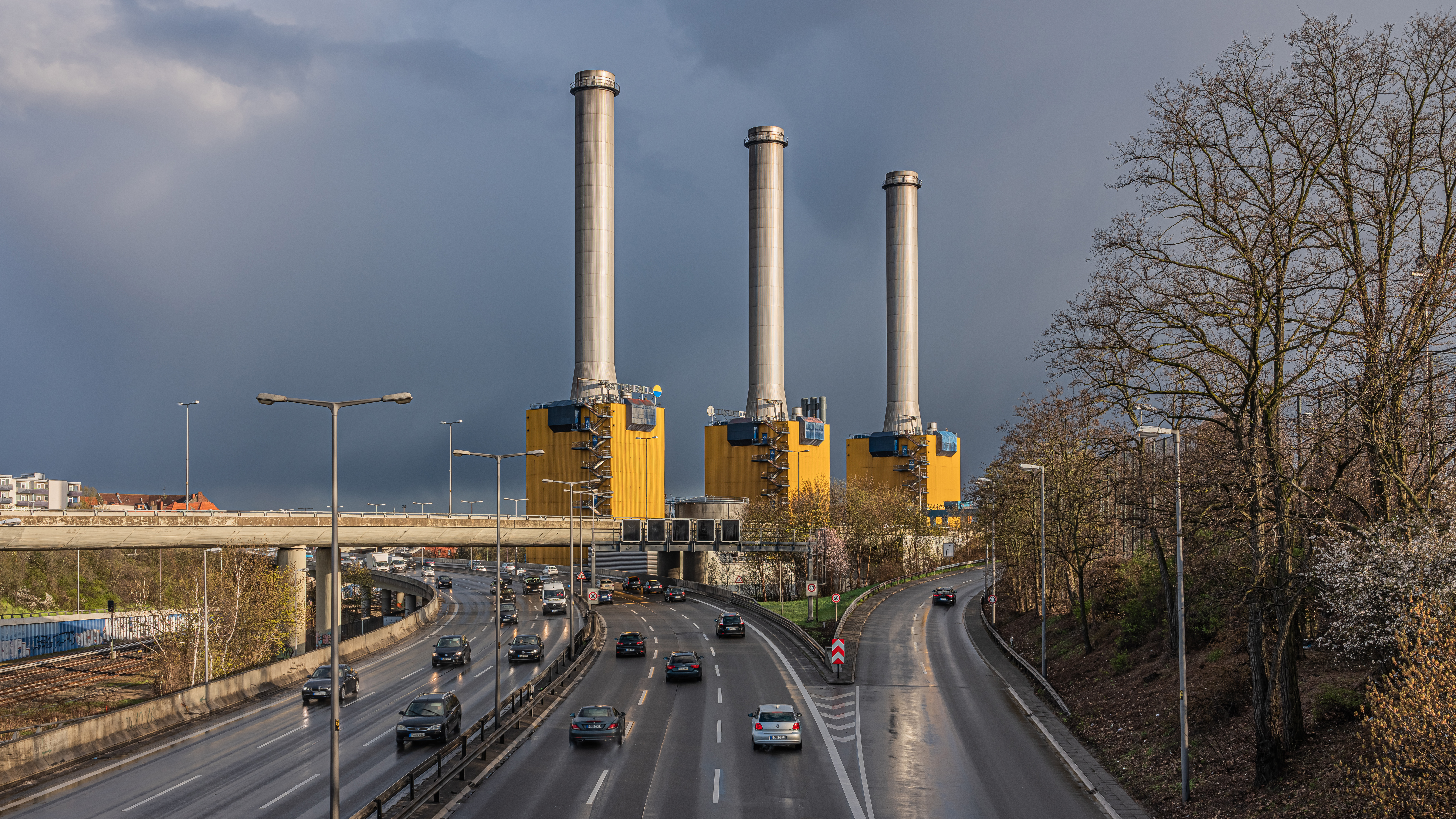
Wilmersdorfs kraftvärmeverk

- Bykyrkan från 1300-talet är Berlins minsta medeltida kyrka.
- Schmargendorfs rådhus uppfördes 1900-1902 i nygotisk stil, inspirerat av altmarksk tegelgotik.
- Kreuzkirche, uppförd 1929 i expressionistisk stil.

## Näringsliv

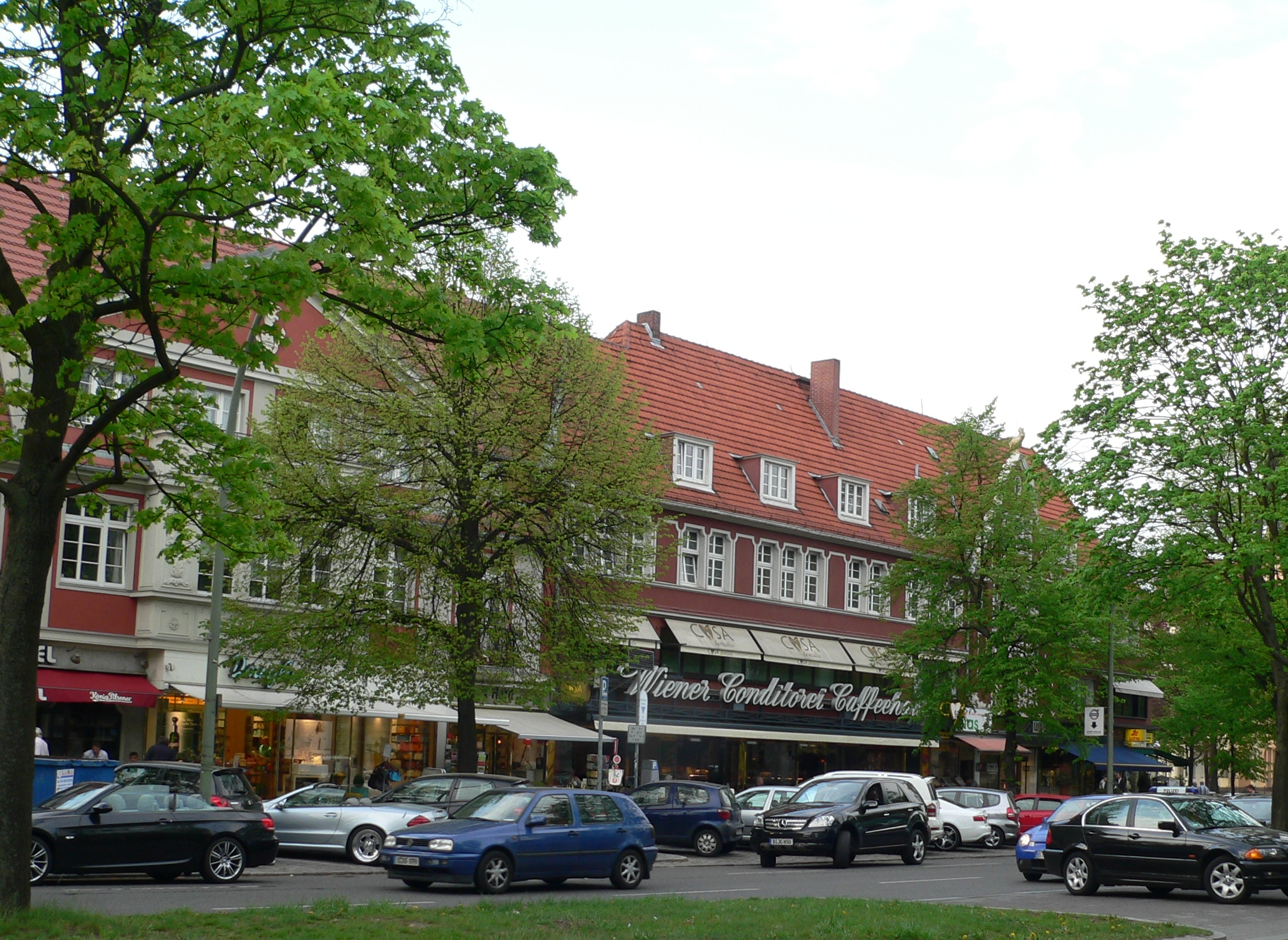
Kafé vid huvudgatan Hohenzollerndamm.

Wilmersdorfs kraftvärmeverk, med de tre karakteristiska 102 meter höga skorstenarna, drivs idag av Vattenfall. I stadsdelen hade tidigare cigarettillverkaren Reemtsma en fabrik, som dock sedan 2012 är nedlagd.

## Kommunikationer
Stadsdelen ligger direkt i anslutning till Berlins stadsmotorväg A100. 
Flera busslinjer sammanbinder stadsdelen med de omgivande stadsdelarna. Via Heidelberger Platz nordost om stadsdelen nås Berlins tunnelbana och Berlins pendeltåg.

## Utbildning

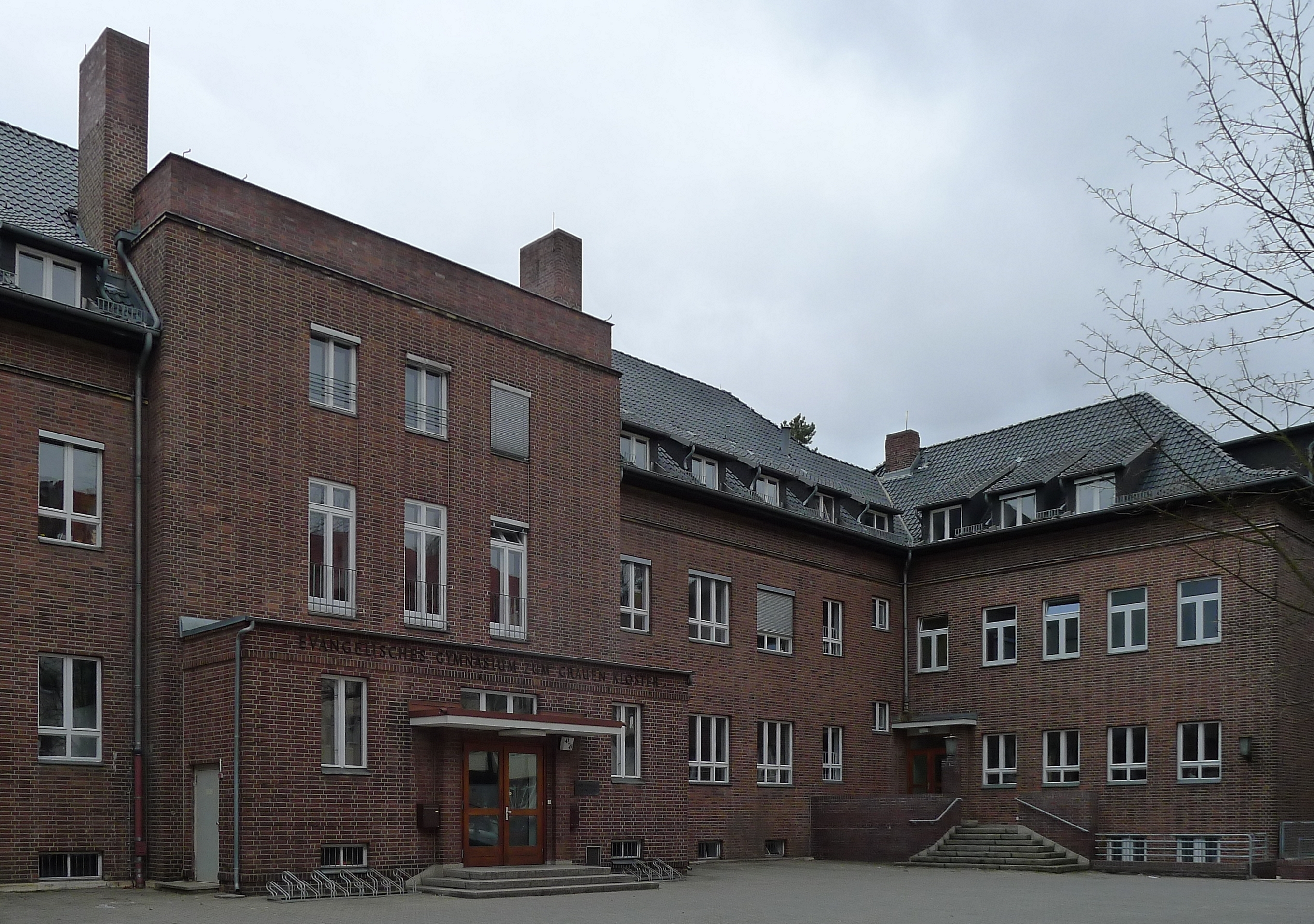
Gymnasium zum Grauen Kloster

I stadsdelen ligger flera skolor, bland andra Gymnasium zum Grauen Kloster, som är Berlins äldsta gymnasieskola med anor från 1574. Skolan låg fram till andra världskriget i franciskanerklostret i Berlins historiska centrum, och har genom åren haft många kända Berlinbor som elever.

## Kända invånare
Följande personer har bott i Schmargendorf:
- Lou Andreas-Salomé (1861–1937), författare och psykoanalytiker.
- Cornelia Froboess (född 1937), schlagersångerska.
- Leni Riefenstahl (1902–2003), skådespelerska och regissör under nazistdiktaturen, bodde på Heydenstrasse 30.
- Rainer Maria Rilke (1875–1926), poet, bodde från 1898 till 1900 i Villa Waldfrieden på Hundekehlestrasse 11.
- Adam Stegerwald (1874–1945), kristdemokratisk politiker.
- Helmut Herzfeld föddes här 1891, tog sig senare namnet John Heartfield, känd fotokonstnär och aktiv antinazist.